# Jhasmani Campos
Jhasmani Campos Dávalos (Santa Cruz de la Sierra, 5 de octubre de 1988) es un futbolista boliviano. Juega como centrocampista ofensivo.

## Trayectoria

### Inicios
Campos se formó como jugador en la Academia Tahuichi Aguilera de su natal Santa Cruz. Mientras jugaba un torneo de fútbol en Uruguay con la academia en 2005, estaba siendo observado por un explorador de talentos de un club brasileño, el Grêmio, quienes lo llevaron a Porto Alegre para integrarlo a las divisiones inferiores del club.

### Oriente Petrolero
Luego de varios meses de negociaciones, Grêmio no llegó a un acuerdo con la Academia Tahuichi para adquirir al jugador, por lo que Campos retornó a Bolivia en el 2006. Ese mismo año firmó su primer contrato cono profesional con Oriente Petrolero, club donde se ganó un puesto en el equipo titular. Con el transcurrir del torneo, demostró ser una parte vital del equipo. Desplegó semejante técnica que con solo 18 años de edad se volvió en uno de los jugadores más importantes de la liga. Jugó con Oriente la Copa Libertadores 2006, Copa Libertadores 2011 y Copa Sudamericana 2010.

### Bolívar
En junio del 2011 se rumoreó su fichaje a Al Nassr de Arabia Saudita, unos inversionistas compraron su pase y lo vincularon al Club Bolívar de La Paz. Haciendo la pretemporada con el Club Bolívar sufrió un accidente, le cayo una pesa en el dedo meñique de su mano izquierda, lesión que lo mantuvo fuera de las canchas por aproximadamente 3 meses imposibilitándolo de jugar la copa Aerosur.
Hizo su debut en un partido contra Guabirá en el que tuvo una actuación destacada haciendo 2 "taquitos" y un "pase gol" en la victoria de su equipo por 6-1. En 2012 fue cedido al Alania Vladikavkaz, pero debido a una lesión durante la pretemporada y la falta de un sustituto en su club anterior, volvió a Bolívar con el cual salió campeón del Torneo Clausura 2013. Jugó la Copa Libertadores 2012 donde fue una de las figuras del equipo, llegando hasta octavos de final.

### Muaither SC
En julio de 2013 vuelve a ser cedido por un año con opción de compra al Muaither SC de Catar por 500.000 dólares hasta mediados de 2014, fue presentado con el dorsal número 10. En total jugó 23 partidos, anotando 9 goles.

### Kazma SC
Jugó en Kazma SC la temporada 2015-2016, en este club jugó poco, sin embargo logró clasificar a la Copa GCC 2017.

### Bangkok Glass
A finales del 2016 fichó por el Bangkok Glass de Tailandia. Comparte el equipo con el costarricense Ariel Rodríguez.

### The Strongest
El 20 de diciembre de 2017 fue anunciado como nuevo refuerzo de The Strongest de Bolivia.
A pesar de la dirigencia de The Strongest decidió no volvieron a hacer renovación de contrato en las primeras dos semanas de enero del 2021 hasta que el mediocampista ofensivo se fue a Real Santa Cruz.

## Selección nacional
Durante el 2007, Campos integró la selección boliviana en el Campeonato Sudamericano Sub-20 organizado en Paraguay, dónde anotó dos goles en cuatro juegos. También recibió su primer llamado a la selección mayor; ello fue el 28 de marzo para un amistoso contra Sudáfrica. En junio de ese año jugó la Copa América 2007, dónde anotó su primer gol internacional contra Perú.
En el 2016, Campos anotó de tiro libre el empate 1-1 en la Copa América Centenario ante Chile minuto 60. La jugada ha sido recordada en numerosas ocasiones puesto que fue un lanzamiento casi perfecto. De todas formas el gol no bastó y Bolivia terminó cayendo por 2-1.
En el año 2018 participó junto a su selección en dos amitosos previo al Mundial de Rusia 2018 enfrentando a Corea del Sur, partido que termina 0-0 y luego marcando un gol en la derrota 1 a 5 contra Serbia.
En noviembre del año 2020 decidió no continuar en la Selección.

### Participaciones enCopa América
| Copa                         | Sede                   | Resultado              | Partidos | Goles |
| ---------------------------- | ---------------------- | ---------------------- | -------- | ----- |
| Copa América 2007            | Venezuela              | 10.°                   | 1        | 1     |
| Copa América 2011            | Argentina              | Primera fase           | 3        | 0     |
| Copa América 2015            | Chile                  | Cuartos de final       | 1        | 0     |
| Copa América Centenario 2016 | Estados Unidos         | Fase de grupos         | 3        | 1     |
| Total en Copas América       | Total en Copas América | Total en Copas América | 8        | 2     |

## Clubes
| Club                    | País           | Año               |
| ----------------------- | -------------- | ----------------- |
| Oriente Petrolero       | Bolivia        | 2005 - 2011       |
| Bolívar                 | Bolivia        | 2011 - 2013       |
| Muaither SC             | Catar          | 2013 - 2014       |
| Al-Orobah               | Arabia Saudita | 2014              |
| Bolívar                 | Bolivia        | 2015              |
| Kazma SC                | Kuwait         | 2015 - 2016       |
| Sport Boys Warnes       | Bolivia        | 2016              |
| Bangkok Glass F. C.     | Tailandia      | 2017              |
| The Strongest           | Bolivia        | 2018 - 2020       |
| Real Santa Cruz         | Bolivia        | 2021              |
| Independiente Petrolero | Bolivia        | 2022 - Actualidad |

## Palmarés

### Títulos nacionales
| Título           | Club              | País    | Año           |
| ---------------- | ----------------- | ------- | ------------- |
| Primera División | Oriente Petrolero | Bolivia | Clausura 2010 |
| Primera División | Bolívar           | Bolivia | Clausura 2013 |
| Primera División | Bolívar           | Bolivia | Clausura 2015 |